# Мэдисон-сквер
Мэ́дисон-сквер (англ. Madison Square) — общественный парк во Флэтайронском квартале на Манхэттене. Парк ограничен Пятой авеню, Бродвеем, Восточной 23-й улицей, Мэдисон-авеню и 26-й улицей.
В 1686 году губернатор провинции Нью-Йорк Томас Донган утвердил городской устав, согласно которому бо́льшая часть территории, на которой ныне находится сквер, была передана в муниципальную собственность. В 1794 году на этом месте образовалось кладбище для бедняков. Три года спустя оно было перенесено на место, где ныне расположен Вашингтон-Сквер-парк. В начале XIX века территория, ныне занимаемая сквером, вошла в состав участка площадью 97 га, на котором располагались военные бараки, арсенал и кладбище для бедняков. В 1814 году этот участок получил название в честь четвёртого президента США Джеймса Мэдисона и был сокращён до 36 га.
Мэдисон-сквер был открыт 10 мая 1847 года. Он быстро снискал популярность у зажиточных горожан. Современные газеты писали о парке:

в высшей степени фешенебельная часть нашего стремительно растущего города.
Оригинальный текст (англ.)the most fashionable part of our rapidly increasing city.

В особняках, выстроенных вокруг сквера, родились 26-й президент США Теодор Рузвельт, писательница Эдит Уортон и мать Уинстона Черчилля Дженни Черчилль. В 1857 году в западной части сквера на могиле генерала Уильяма Уорта, участвовавшего в американо-мексиканской войне, был установлен обелиск. Спустя два года напротив сквера открылся престижный «Отель на Пятой авеню», снесённый в 1908 году. С основанием в 1870 году городского департамента парков и мест отдыха сквер был значительно облагорожен. Так, в нём были установлены статуи политикам Уильяму Сьюарду, Роскоу Конклингу, Честеру Алану Артуру и адмиралу Дэвиду Фаррагуту. Работы проводились под руководством Игнаца Пилата. В 1876 году в Мэдисон-сквере были проведены праздничные мероприятия, посвящённые столетию подписания конституции США, а в 1889 году — столетию инаугурации Джорджа Вашингтона.
На пересечении Мэдисон-авеню и 26-й улицы к северо-востоку от сквера в разное время находились железнодорожное депо, ипподром, а также первые два здания Мэдисон-сквер-гардена 1879 и 1890 годов постройки.
К началу XX века районы, прилегающие к скверу, облюбовали страховые фирмы и компании по производству игрушек и фарфора. Так, в 1928 году по адресу Мэдисон-авеню, 51 было возведено здание Нью-Йорк-Лайф-билдинг, и по сей день являющееся головным офисом страховой компании New York Life Insurance Company. Другим заметным зданием, фасад которого выходит на сквер, является Флэтайрон-билдинг 1902 года постройки.

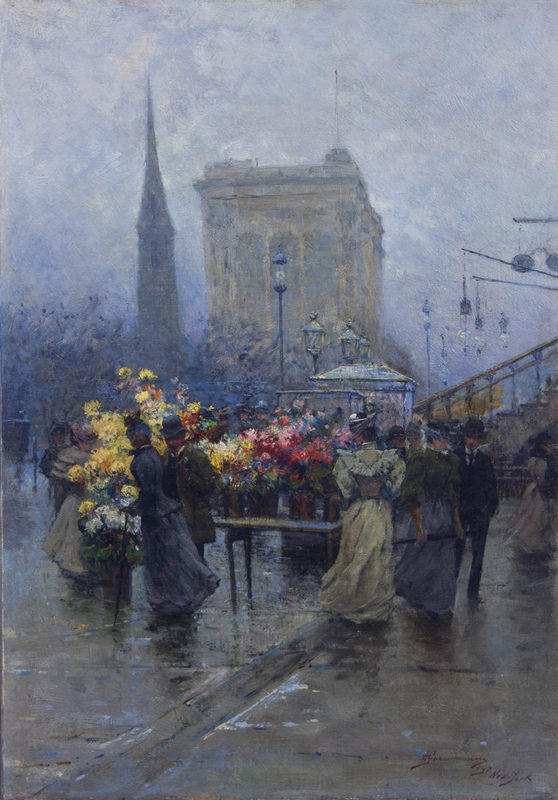
Мэдисон-сквер на картине 1893 года
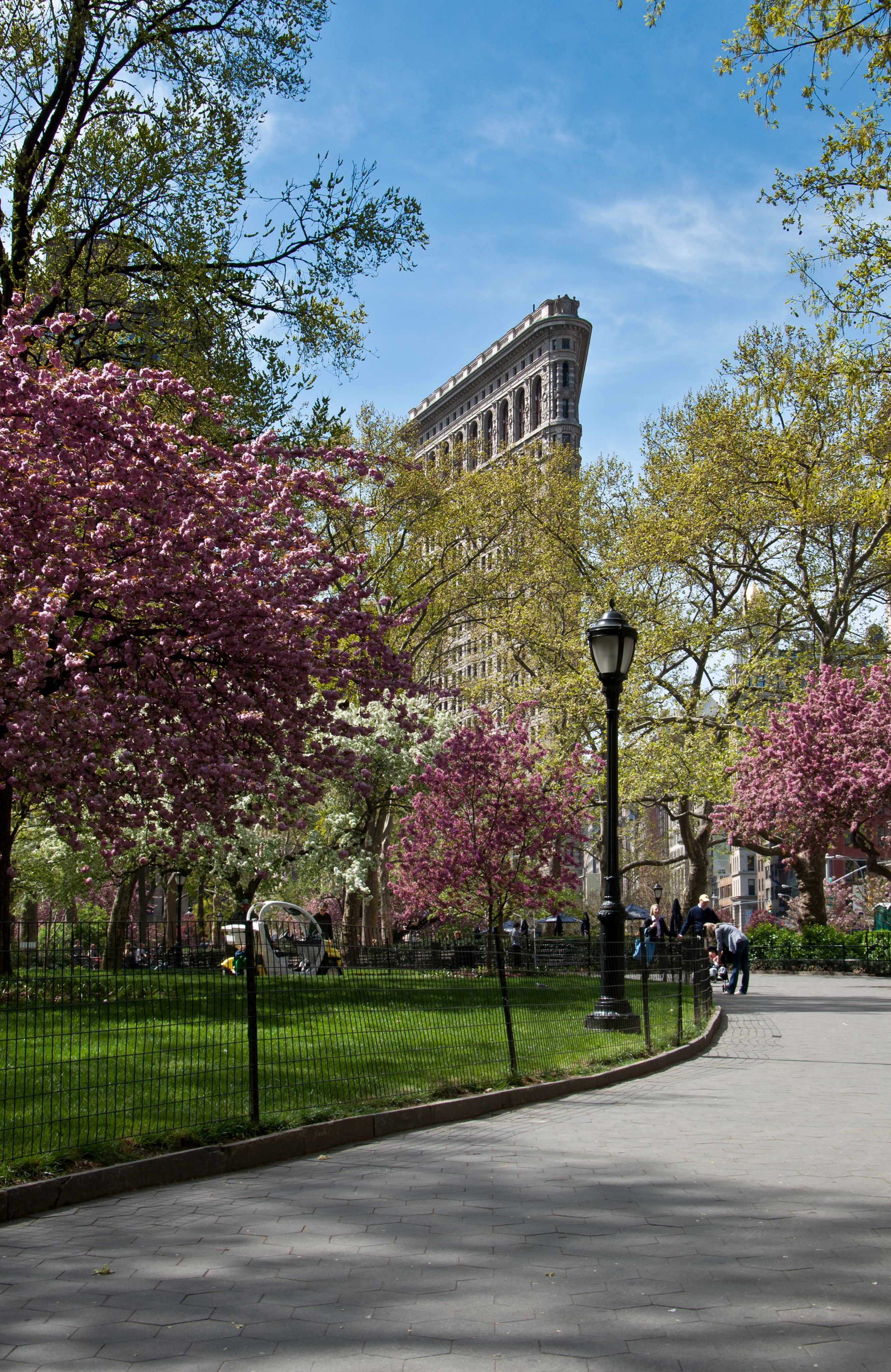
Сквер в апреле 2012 года
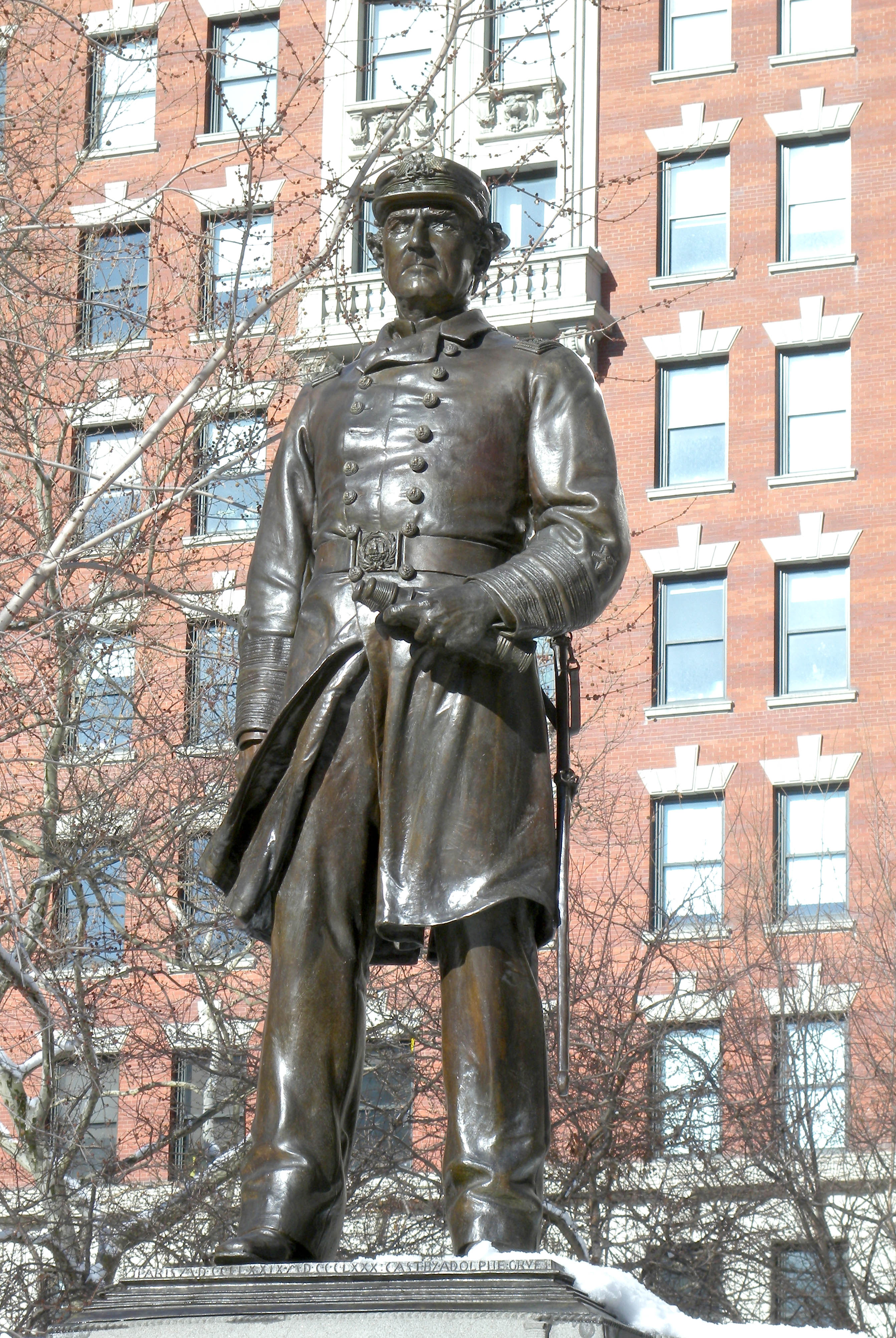
Монументы Фаррагуту…
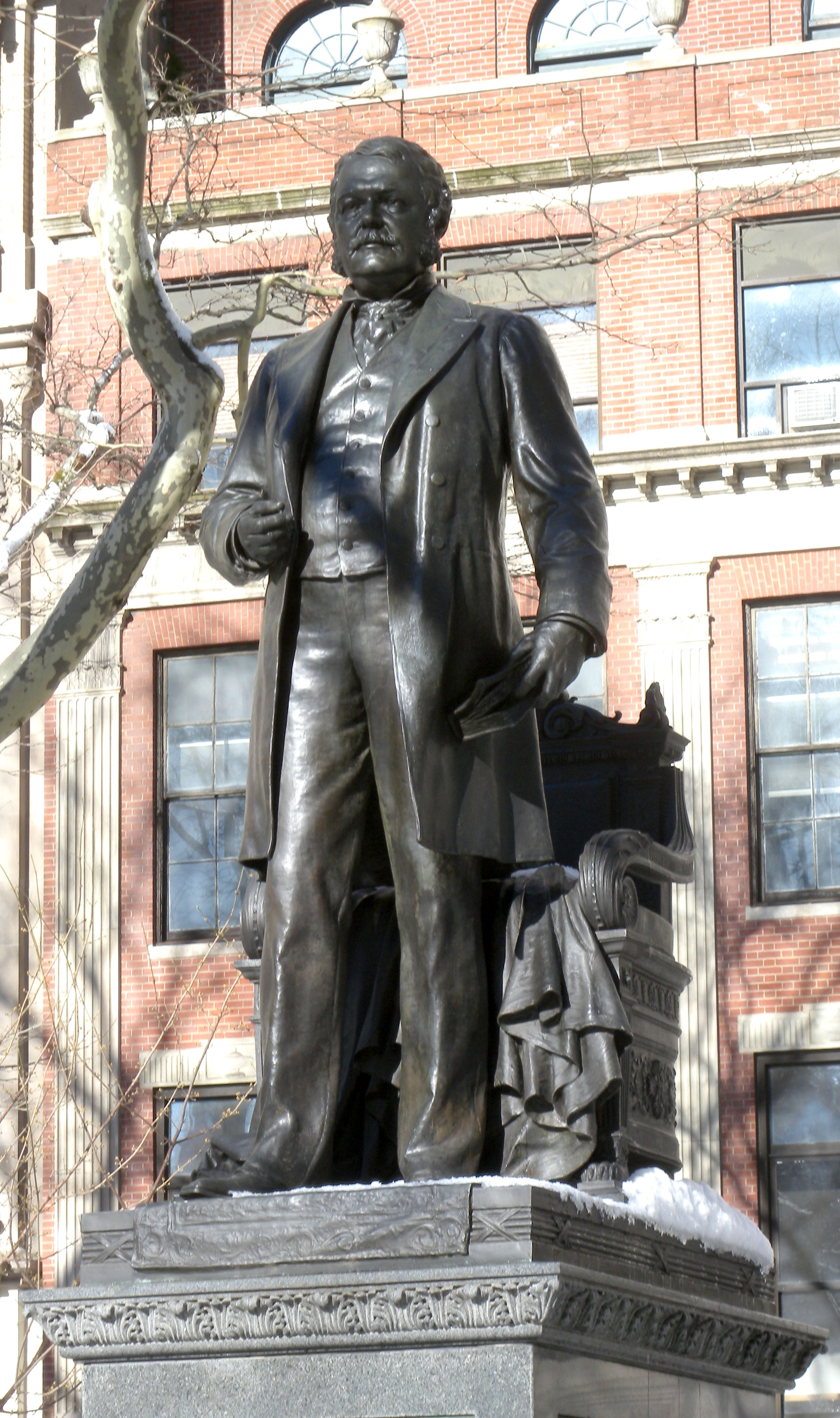
… и Честеру Артуру